# Hudson (Kansas)
Hudson és una població dels Estats Units a l'estat de Kansas. Segons el cens del 2000 tenia 133 habitants.

## Demografia
Segons el cens del 2000, Hudson tenia 133 habitants, 59 habitatges, i 41 famílies. La densitat de població era de 395 habitants/km².
Dels 59 habitatges en un 25,4% hi vivien nens de menys de 18 anys, en un 64,4% hi vivien parelles casades, en un 5,1% dones solteres, i en un 30,5% no eren unitats familiars. En el 28,8% dels habitatges hi vivien persones soles el 10,2% de les quals corresponia a persones de 65 anys o més que vivien soles. El nombre mitjà de persones vivint en cada habitatge era de 2,25 i el nombre mitjà de persones que vivien en cada família era de 2,76.
Per edats la població es repartia de la següent manera: un 23,3% tenia menys de 18 anys, un 4,5% entre 18 i 24, un 27,1% entre 25 i 44, un 22,6% de 45 a 60 i un 22,6% 65 anys o més.
L'edat mediana era de 42 anys. Per cada 100 dones de 18 o més anys hi havia 104 homes.
La renda mediana per habitatge era de 31.500 $ i la renda mediana per família de 36.875 $. Els homes tenien una renda mediana de 28.750 $ mentre que les dones 23.750 $. La renda per capita de la població era de 13.730 $. Entorn del 10,3% de les famílies i el 16,4% de la població estaven per davall del llindar de pobresa.

## Poblacions més properes
El següent diagrama mostra les poblacions més properes.